# Ясмін Гарпер
Ясмін Гарпер (28 липня 2000 , Честер, Північно-Західна Англія ) — британська стрибунка у воду, бронзова призерка Олімпійських ігор 2024 року, срібна та бронзова призерка чемпіонату світу.